# Erich Kästner
Erich Kästner (Dresde, 23 de febrero de 1899-Múnich, 29 de julio de 1974) fue un escritor alemán. En Alemania, es especialmente conocido por su poesía satírica y por sus libros para niños.

## Biografía

### Dresde 1899-1919
Kästner nació en Dresde, Alemania. Creció en la Königsbrücker Straße, calle situada en las afueras de la parte nueva de Dresde. Cerca de allí se encuentra el Museo Erich Kästner, situado en la planta baja de la antigua casa de su tío Franz Augustin. 
Emil, el padre de Kästner, era curtidor de pieles. Su madre Ida trabajaba como doncella y ama de casa, y también se preparaba como peluquera para complementar los ingresos de su marido. Kästner tuvo una relación particularmente cercana con su madre; cuando vivió en Leipzig y Berlín le escribió diariamente postales y cartas muy afectuosas. También en sus novelas era común la figura de madres autoritarias. Se rumoreaba que el verdadero padre de Erich no era en realidad Emil Kästner sino el médico judío de la familia, Emil Zimmermann (1864-1953), aunque estos rumores nunca se confirmaron. Kästner escribió acerca de su infancia en su autobiografía publicada en 1957, afirmando que nunca sufrió por ser un hijo único, tuvo muchos amigos, y nunca se sintió solo ni excesivamente mimado.
En 1913, Kästner ingresó en una escuela de Magisterio de Dresde, pero la abandonó en 1916 poco antes de completar la carrera. La situación en Alemania era tensa, y en 1914, cuando él tenía 15 años, había estallado la Primera Guerra Mundial. Más tarde escribiría sobre este acontecimiento afirmando que "puso fin a mi infancia". Kästner fue llamado a filas en 1917 y pasó a formar parte de un destacamento de artillería pesada. La brutalidad del entrenamiento que tuvo que afrontar como soldado lo impresionó fuertemente; esto y la masacre de la guerra en general tuvieron una influencia decisiva en sus puntos de vista antimilitaristas. Además, las despiadadas maniobras del sargento Waurich, asignado a Kästner, le originaron problemas cardíacos crónicos. Kästner critica el carácter del sargento en su poema "Sargento Waurich". Al final de la guerra, Kästner regresó a la escuela y se graduó en Abitur (Bachillerato) con honores, por lo que obtuvo una beca honorífica de la ciudad de Dresde.

### Leipzig 1919-1927
En el otoño de 1919, Kästner ingresó en la universidad de Leipzig para estudiar Historia, Filosofía, Lengua y Literatura alemana, y Teatro. Sus estudios lo condujeron hasta Rostock y Berlín, y en 1925 obtuvo un doctorado por su tesis sobre Federico el Grande. Kästner pagó sus estudios trabajando como periodista y crítico teatral para el prestigioso periódico Neue Leipziger Zeitung, aunque sus artículos cada vez más críticos y la "frívola" publicación de su poema erótico "Abendlied des Kammervirtuosen" (ilustrado por Erich Ohser) provocaron su despido en 1927. El mismo año Kästner se mudó a Berlín. De hecho siguió escribiendo para el Neue Leipziger Zeitung como corresponsal freelance, bajo el pseudónimo de "Berthold Bürger" (ciudadano Berthold). Kästner usaría más tarde algunos otros pseudónimos, como "Melchior Kurtz", "Peter Flint" y "Robert Neuner".

### Berlín 1927-1933
Los años que Kästner pasó en Berlín desde 1927 hasta el final de la República de Weimar y la toma del poder por los nazis en 1933 fueron sus años más productivos. En sólo algunos años, Kästner se convirtió en una de las figuras intelectuales más importantes de la capital alemana. Publicó poemas, columnas y artículos periodísticos en muchos de los periódicos más importantes de Berlín. Fue colaborador habitual de periódicos como el "Berliner Tageblatt" y el "Vossische Zeitung", así como de la revista teatral "Die Weltbühne". En sus obras completas (publicadas en alemán en 1998) los editores Hans Sarkowicz y Franz Josef Görtz citan casi 350 artículos que van desde 1923 hasta 1933, pero el número auténtico puede que sea mucho mayor, ya que la mayoría se perdió cuando el piso de Kästner en Berlín ardió durante un bombardeo de la Segunda Guerra Mundial en febrero de 1944.
En 1928 Kästner publicó su primer libro, Herz auf Taille, una colección de poemas que escribió en Leipzig. Kästner publicaría tres recopilaciones más de poesía hacia 1933. Su Gebrauchslyrik ("Lírica para uso diario") lo convirtió en la figura principal del movimiento Neue Sachlichkeit (Nueva objetividad) que se centraba en un estilo sobrio, distante y objetivo dirigido a satirizar la sociedad contemporánea. Otros escritores importantes de aquel movimiento eran Joseph Roth, Hermann Hesse, Carl Zuckmayer, Erich Maria Remarque, Thomas Mann y Heinrich Mann.
En el otoño de 1928 Kästner publicó su libro infantil más conocido: Emil und die Detektive ("Emilio y los Detectives"). El dueño de la casa editorial Weltbühnen-Verlag, Edith Jacobsohn, fue quien le sugirió al autor el argumento detectivesco. El libro vendió dos millones de copias en Alemania y se ha traducido a 59 idiomas. El aspecto más destacable de la novela en su época fue que estaba ambientada de forma realista en los suburbios de Berlín, y no en alguna tierra mágica. Su secuela de 1933 Emil und die Drei Zwillinge ("Emilio y los tres mellizos") estaba ambientada en la costa del Mar Báltico. 
Los libros de Emilio tuvieron un papel importante al popularizar el subgénero de los detectives infantiles, que más tarde sería explotado por otros escritores como Enid Blyton. 
Kästner siguió su éxito con Pünktchen und Anton (1931) y Das fliegende Klassenzimmer (El aula voladora, 1933). Las ilustraciones de Walter Trier ayudaron a hacer los libros tan populares como todavía lo siguen siendo hoy.
La versión en cine de Emilio y los detectives de Gerhard Lamprecht en 1931 fue un gran éxito, si bien Kästner no quedó muy contento con la adaptación, lo cual lo llevó a trabajar como guionista en los estudios cinematográficos de Babelsberg situados justo a las afueras de Potsdam.
Su única novela adulta destacada es Fabian (1931). Kästner escribió la novela en un estilo casi cinematográfico: las tomas rápidas y los montajes son elementos estilísticos fundamentales. La novela está ambientada en el Berlín de la época, y en ella Kästner deja que el experto en literatura alemana en paro Fabian relate la caótica transición entre dos épocas y la crisis de la República de Weimar.
Entre 1927 y 1929 Kästner vivió en Prager Strasse 6, Berlín-Wilmersdorf. Desde 1929 hasta 1944 vivió en Rocherstrasse 16, distrito berlinés de Charlottenburg.

### Berlín 1933-1945
Kästner era pacifista y escribía para niños porque creía en los poderes regenerativos de la juventud. Se opuso al régimen nazi que empezaría en Alemania el 30 de enero de 1933, pero, al contrario que muchos de sus colegas críticos con la dictadura, él no emigró. Sí llegó a viajar a Meran y Suiza poco después de que los nazis tomaran el poder, y se encontró allí con compañeros en el exilio, pero regresó a Berlín argumentando que desde allí podría hacer mejores crónicas de los tiempos. Es probable que Kästner quisiera también evitar abandonar a su madre. En su epigrama "Notwendige Antwort auf überflüssige Fragen" ("respuesta necesaria a preguntas superfluas") contenido en Kurz und Bündig, Kästner explica su postura:
Soy un alemán de Dresde, Sajonia
Mi tierra no me deja marchar
Soy como un árbol que, crecido en Alemania,
cuando tenga que ser, en Alemania se secará.
La Gestapo interrogó a Kästner en varias ocasiones. Grupos de fanáticos quemaron libros suyos por considerarlos "contrarios al espíritu alemán" durante las quemas de libros de los nazis de 1933 (Kästner fue uno de los pocos autores alemanes que presenció estos sucesos en persona). Le fue prohibida la entrada en el nuevo gremio nacional de escritores controlado por los nazis, el Reichsschrifttumskammer, debido a lo que los oficiales consideraban la "actitud cultural bolchevique presente en sus escritos anteriores a 1933". Las presiones incrementaron hasta llegar a una orden de censura durante el Tercer Reich. Publicó novelas apolíticas ligeras como Drei Männer im Schnee (Tres hombres en la nieve, 1934) en Suiza. Kästner recibió una exención en 1942 para publicar una obra teatral muy aclamada, Münchhausen bajo su antiguo pseudónimo Berthold Bürger.
Las bombas destruyeron la casa berlinesa de Kästner en 1944. A principios de 1945, él junto con otros fingieron tener una cita para rodar en el remoto Mayrhofen, en Tirol, para escapar al asalto soviético a Berlín. Kästner permaneció en Mayrhofen hasta el final de la guerra. Durante esta época tomó varias notas en un diario que publicó como Notabene 45 en 1961.
En un pasaje de dicho diario Kästner describe su conmoción al llegar a Dresde, su ciudad natal, poco después de los bombardeos de febrero de 1945 y encontrársela convertida en un montón de ruinas, hasta tal punto que no pudo reconocer ninguna de las calles o lugares en los que había pasado su infancia y su juventud. Su obra autobiográfica "Cuando yo era pequeño" empieza con un lamento por Dresde: Nací en la ciudad más bella del mundo. Pero, pequeño, aunque tu padre fuera el hombre más rico del mundo, no podría llevarte a verla, porque ya no existe. [...] En mil años se construyó su belleza, en una noche fue horriblemente destruida. Las traducciones que se realizaron de este libro tuvieron el efecto de informar a los niños sobre el bombardeo de Dresde en países donde este aspecto de la Segunda Guerra Mundial no se abordaba en los planes de estudio.

### Múnich 1945-1974
Tras el final de la Segunda Guerra Mundial Kästner se trasladó a Múnich. Allí trabajó como editor en la sección cultural del periódico Neue Zeitung y publicó una revista llamada Pinguin dirigida a niños y adolescentes. Kästner siguió también cultivando el género del cabaret literario; trabajó en diferentes producciones en el Schaubude (entre 1945 - 1948) y Die kleine Freiheit (después de 1951). Simultáneamente trabajó para distintas emisoras de radio. Durante esta época, Kästner escribió cierta cantidad de poesías, charlas y ensayos sobre el nazismo, la Segunda Guerra Mundial y las crudas realidades de la destrozada Alemania de la postguerra. Estas obras incluyen: Marschlied 1945, Deutsches Ringelspiel y el libro infantil Die Konferenz der Tiere (La conferencia de los animales), la última de las cuales fue llevada al cine de animación por Curt Linda. Kästner también volvió a colaborar con Edmund Nick, a quien había conocido en Leipzig en 1929. Nick, que entonces era director de la sección musical de Radio Silesia, había escrito la música para la exitosa obra de teatro radiofónica Leben in dieser Zeit (Vivir en estos tiempos). En esta nueva etapa Nick pondría música a más de 60 poemas de Kästner.
El optimismo del que Kästner hizo gala durante los años inmediatamente posteriores a la guerra cedió paso a la resignación conforme los ciudadanos de Alemania Occidental intentaban normalizar sus vidas tras las reformas económicas de los primeros años 50 y el subsecuente boom llamado el "Milagro Económico". Cuando el canciller Konrad Adenauer llamó a los aliados de su realpolitik a remilitarizar Alemania Occidental para que pudiera tomar parte en la defensa de las democracias de la Europa Occidental y la OTAN contra los países del Pacto de Varsovia (entre los que figuraba la Alemania Oriental), Kästner reaccionó manteniendo su postura pacifista, participando en las manifestaciones contra la proliferación de armas nucleares en la RFA. Años después tomaría partido en contra de la guerra de Vietnam.
Kästner empezó a publicar cada vez menos, en parte debido a un alcoholismo creciente. No se integró en ninguno de los movimientos literarios surgidos en la RFA tras la postguerra, y en los años 50 y 60 su fama perduró únicamente como autor de libros infantiles. Hasta los años 70 no se redescubriría su trabajo como escritor serio. Su novela Fabian, además de otros libros infantiles suyos, sería llevada al cine en 1980.
A pesar de todo, Kästner tuvo mucho éxito. Sus libros infantiles se vendieron siempre bien y fueron traducidos a muchos idiomas. Varias de sus novelas y libros infantiles fueron llevados al cine. El autor recibió varios premios, entre ellos el Filmband in Gold por la mejor adaptación de la película Das doppelte Lottchen (Una historia de gemelas, basada en un libro suyo) en 1951, así como el Premio de Literatura de la ciudad de Múnich en 1956, y el premio Georg Büchner en 1957. El gobierno alemán honró a Kästner con su galardón honorífico, el Bundesverdienstkreuz, en 1959. En 1960 Kästner recibiría el prestigioso premio Hans Christian Andersen y en 1968 el Premio de Literatura de la Orden de la Masonería alemana.
Aunque Kästner nunca se casó, dedicó sus dos últimos libros infantiles Der kleine Mann y Der kleine Mann und die kleine Miss a su hijo Thomas Kästner, nacido en 1957.
Kästner recitaba sus propias obras con frecuencia. Ya en los años 20 grabó su colección de poemas de crítica social. En las películas basadas en sus libros muchas veces ponía voz al narrador, así lo hizo por ejemplo en la primera audio-producción de "Pünktchen und Anton". Otras grabaciones realizadas para la Deutsche Grammophon incluyen poemas, epigramas, y su versión del cuento tradicional Till Eulenspiegel. Kästner también hacía de narrador en teatros como el Cuvelliés-Theater de Múnich, y para la radio, como en Als ich ein kleiner Junge war (Cuando yo era pequeño).
Kästner murió de cáncer de esófago en el hospital Neuperlach de Múnich el 29 de julio de 1974. Fue enterrado en el cementerio de St. George situado en el distrito muniqués de Bogenhausen.

## Principales obras
- Herz auf Taille (1928)
- "Arthur mit dem langen Arm" (1931)
- Emil und die Detektive (1929)
- Lärm im Spiegel (1929)
- Ein Mann gibt Auskunft (1930)
- Pünktchen und Anton (1931)
- Der 35. Mai (1931)
- Fabian. Die Geschichte eines Moralisten (1932)
- Gesang zwischen den Stühlen (1932)
- Emil und die Drei Zwillinge (1933)
- Das fliegende Klassenzimmer (1933) («El aula voladora»)
- Drei Männer im Schnee (1934)
- Die verschwundene Miniatur (1935)
- Georg und die Zwischenfälle, también conocida con el título de Der kleine Grenzverkehr (1938)
- Das doppelte Lottchen (1949)
- Die Konferenz der Tiere (1949)
- Die dreizehn Monate (1955)
- Als ich ein kleiner Junge war (1957)
- Der kleine Mann (1963) («El hombre pequeñito»)
- Der kleine Mann und die kleine Miss (1967)

## Eponimia
- El asteroide (12318) Kästner lleva este nombre en su memoria.

- Datos: Q76546
- Multimedia: Erich Kästner / Q76546